# Nguyễn Huệ (Tiên Điền)
Nguyễn Huệ (1705-1733) tên tự là Hy Hòa, húy là Dịnh, hiệu là Giới Hiên, ở xã Tiên Điền, huyện Nghi Xuân, tỉnh Hà Tĩnh.
Ông là anh ruột Xuân nhạc công Nguyễn Nghiễm. Ông sinh năm Ất Dậu đời Vĩnh Thịnh (1705). Thuở nhỏ nhanh nhẹn, có chí lớn. Văn chương hoa lệ, làm thột người đương thời. Năm Kỷ Dậu đời Vĩnh Khánh, đỗ thứ 3 thi hương, năm đó ông 25 tuổi. Năm Nhâm Tý đời Long Đức, thi đỗ khoa hoành từ, phúc khảo đúng thể thức, được xếp hạng thứ 4, bổ làm văn chức Nội thị, rồi ra làm tri huyện La Sơn. Khoa Quý Sửu (1733) thi hội, đỗ Đệ tam giáp (Tiến sĩ). Năm đó ông 29 tuổi. Sau khi vinh quy, cùng trong năm ấy, ngày 28 tháng 9 ông mất tại quê nhà. Tên thụy là Tuấn Triết. Năm Vĩnh Hữu thứ 4, được tặng phong trung trinh đại phu, Hàn lâm viện Thừa Chỉ, Tiên Lĩnh hầu. Năm Nhâm Ngọ Cảnh Hưng thứ 11, chúa Trịnh là Ân Vương (Trịnh Doanh) đi đánh giặc Ngụ ở miền giặc, nằm chiêm bao thấy ông đến xin chúa cho theo đi đánh giặc. Tỉnh dậy, chúa biết là chiêm bao, truyền các quan đặt lễ tế. Đợi khi giặc đã bị bắt, đang trong hàng quân, chúa tặng phong ông làm Thần thượng đẳng, Hiệu linh, Hiển ứng, Cọng võ đại vương, ban cấp đồ tế và giao 5 xã phụng tự. Qua các triều vua đều có sắc phong..